# Karl Lohmeyer (Historiker)
Karl Heinrich Lohmeyer (* 24. September 1832 in Gumbinnen; † 15. Mai 1909 in Königsberg) war ein preußischer Historiker.

## Werdegang
Lohmeyer stammte aus bescheidenen familiären Verhältnissen. Seine Eltern waren Gustav Lohmeyer und Mathilde geb. Blaß. Er wurde ohne Arme geboren. Durch Unterstützung des Königshauses erhielt er Hausunterricht, kam 10-jährig auf die Elementarschule und besuchte das Friedrichsschule, studierte schließlich ab dem Jahr 1848 an der Albertus-Universität in Königsberg und wurde 1857 zum Dr. phil. promoviert. Er lehrte seit 1866 als Privatdozent und wurde 1873 Extraordinarius.
Bereits seit 1862 war er korrespondierendes Mitglied der Gesellschaft für Geschichte und Altertumskunde der Ostseeprovinzen Russlands, hatte sich verdient um die Geschichtsforschung Altpreußens gemacht und war Mitarbeiter der Allgemeinen Deutschen Biographie.
Er schrieb, indem er die Feder zwischen die Zähne nahm. Seine Lehre und Vorgehensweise stellte einen Paradigmenwechsel, weg von Johannes Voigts romantischen Geschichtsschreibung, hin zur quellenkritischen Schule, dar. Zur Förderung seiner Ziele gründete er den Verein für die Geschichte der Provinz Preußen. Seine Hauptbetätigungsfelder waren die Urkundenlehre und die Paläographie.
Im Jahr 1892 geriet Lohmeyer in einen öffentlich ausgetragenen Disput, nachdem er – wie auch der Historiker Caro – dem Archivar Christian Meyer, Verfasser einer „Geschichte der Provinz Posen“, Plagiaterie und Geschichtsfälschungen vorgeworfen hatte.

## Werke
- Ost- und Westpreußen (= Allgemeine Staatengeschichte. Abt. 3: Deutsche Landesgeschichten; 1). Bd. 1: Bis 1411. Perthes, Gotha 1880  = Google Books; 2. Auflage 1881 Pommersche digitale Bibliothek, Google Books; 3., verbesserte und erweiterte Auflage 1908  =  Google Books
- Ueber den Namen der Stadt Danzig. In: Zeitschrift des Westpreussischen Geschichtsvereins, Heft VI, Bertling, Danzig 1882, S. 149–154 (Digitalisat)
- Herzog Albrecht von Preussen. Eine biographische Skizze. Festschrift zum 17. Mai 1890. Kasemann, Danzig 1890 Google Books
- mit Alfred Thomas: Hilfsbuch für den Unterricht in der deutschen und brandenburgisch-preußischen Geschichte vom Ausgange der Mittelalters bis zur Jetztzeit für die mittleren Klassen höherer Lehranstalten. 2. Auflage, Buchhandlung des Waisenhauses, Halle a. S. 1892 Google Books; 4. Auflage 1894 gei digital
- Kaspars von Nostitz Haushaltungsbuch des Fürstenthums Preussen 1578. Ein Quellenbeitrag zur politischen und Wirthschaftsgeschichte Altpreussens. Duncker & Humblot, Leipzig 1893 IA = Google Books
- Zur altpreussischen Geschichte. Aufsätze und Vorträge. Perthes, Gotha 1907 IA = Google Books, Google Books